# Coteni (okręg Aluta)
Coteni – wieś w Rumunii, w okręgu Aluta, w gminie Obârșia. W 2011 roku liczyła 253 mieszkańców.